# Liste des rues de Charleroi

Charleroi d'avant la fusion des communes dans l'entité nouvelle.

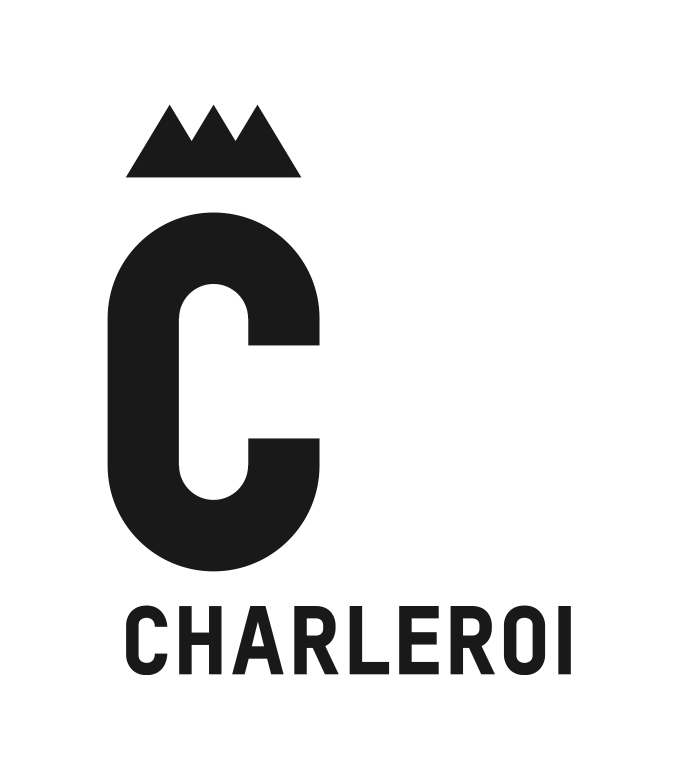
Logo de Charleroi depuis 2015.

Cette liste des rues de Charleroi est un recensement des odonymes (nom de voiries et places) de Charleroi, ville de Belgique. Cette liste, exhaustive, ne reprend que les rues de la section de Charleroi (code postal 6000), c'est-à-dire la ville d'avant fusion des communes. L'ensemble des 15 sections (anciennes communes) formant la commune de Charleroi compte plus de 2 100 rues.
Dans ces quinze sections, 386 voiries avaient des noms doublons. C'est pourquoi, le Collège communal a décidé en 2011 de procéder au renommage de celles-ci. Trente des rues à renommer sont situées dans la section de Charleroi. Dans la liste ci-dessous, elles sont suivies du signe ✓,. Quand le nouveau nom est attribué, l'ancien est maintenu dans la liste, suivi du nouveau. Et le nouveau nom est suivi de l'ancien.

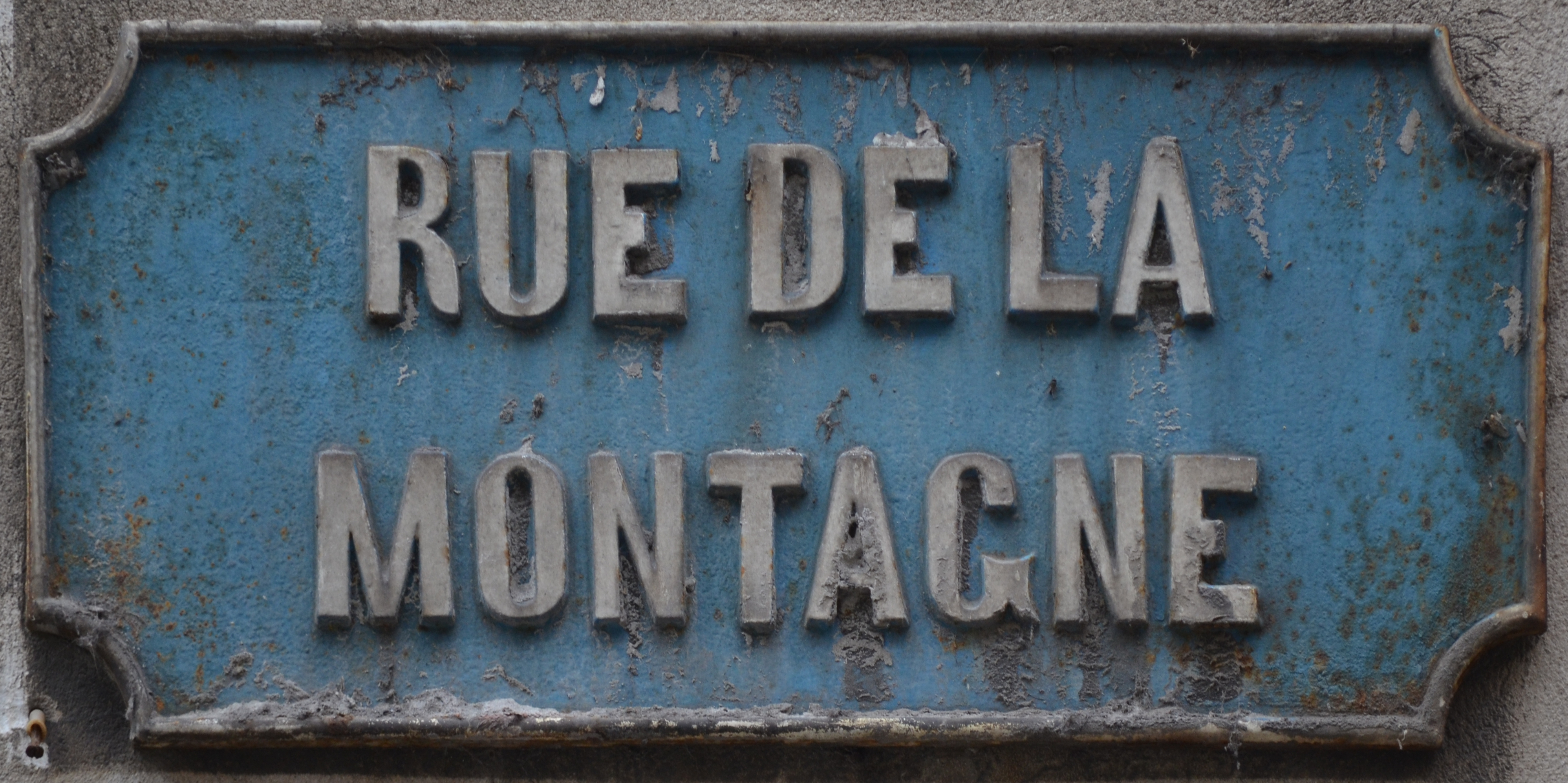
Ancienne plaque en fonte.
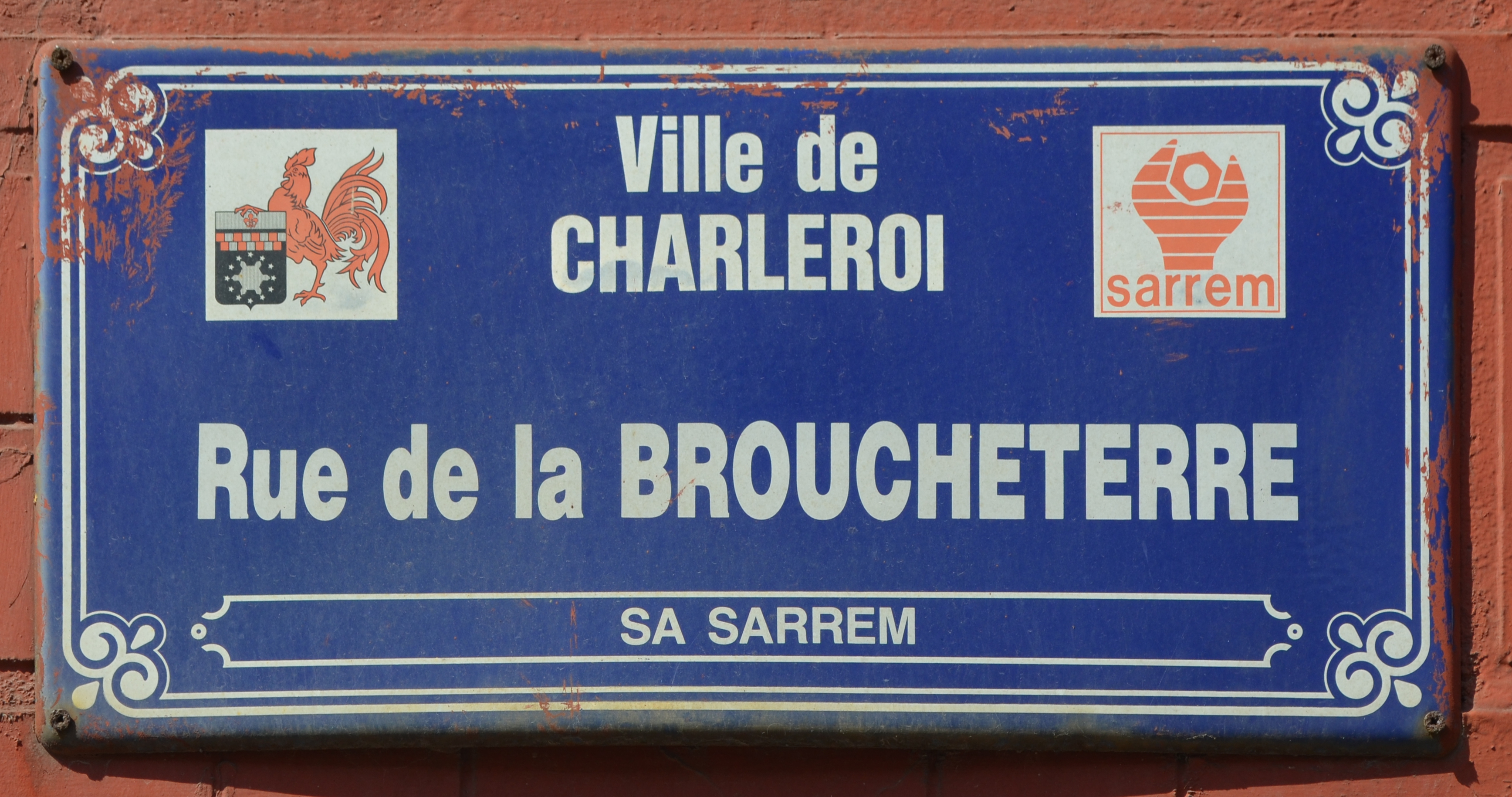
Plaque en tôle émaillée avec espace publicitaire.
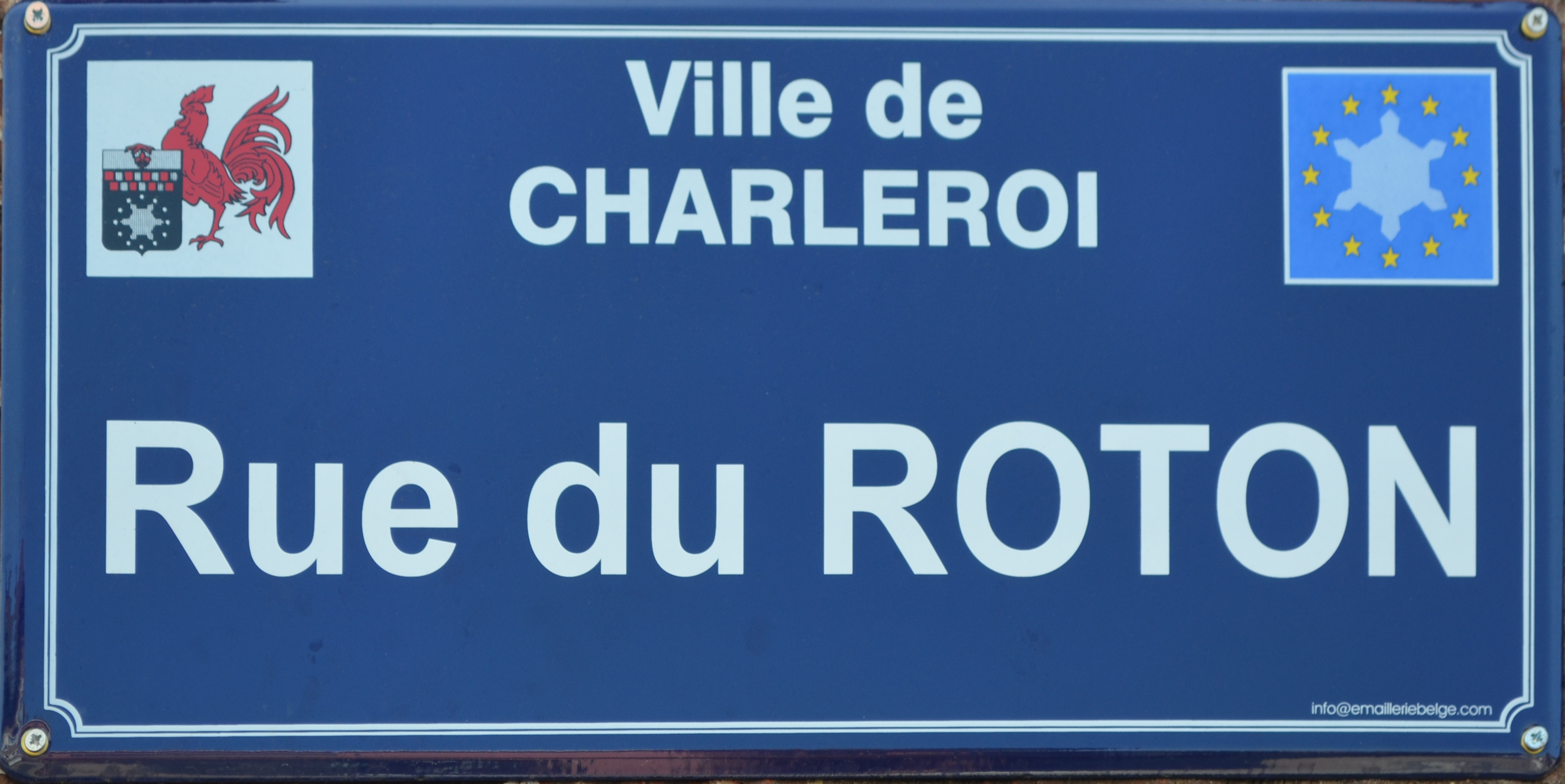
Plaque en tôle émaillée sans espace publicitaire.
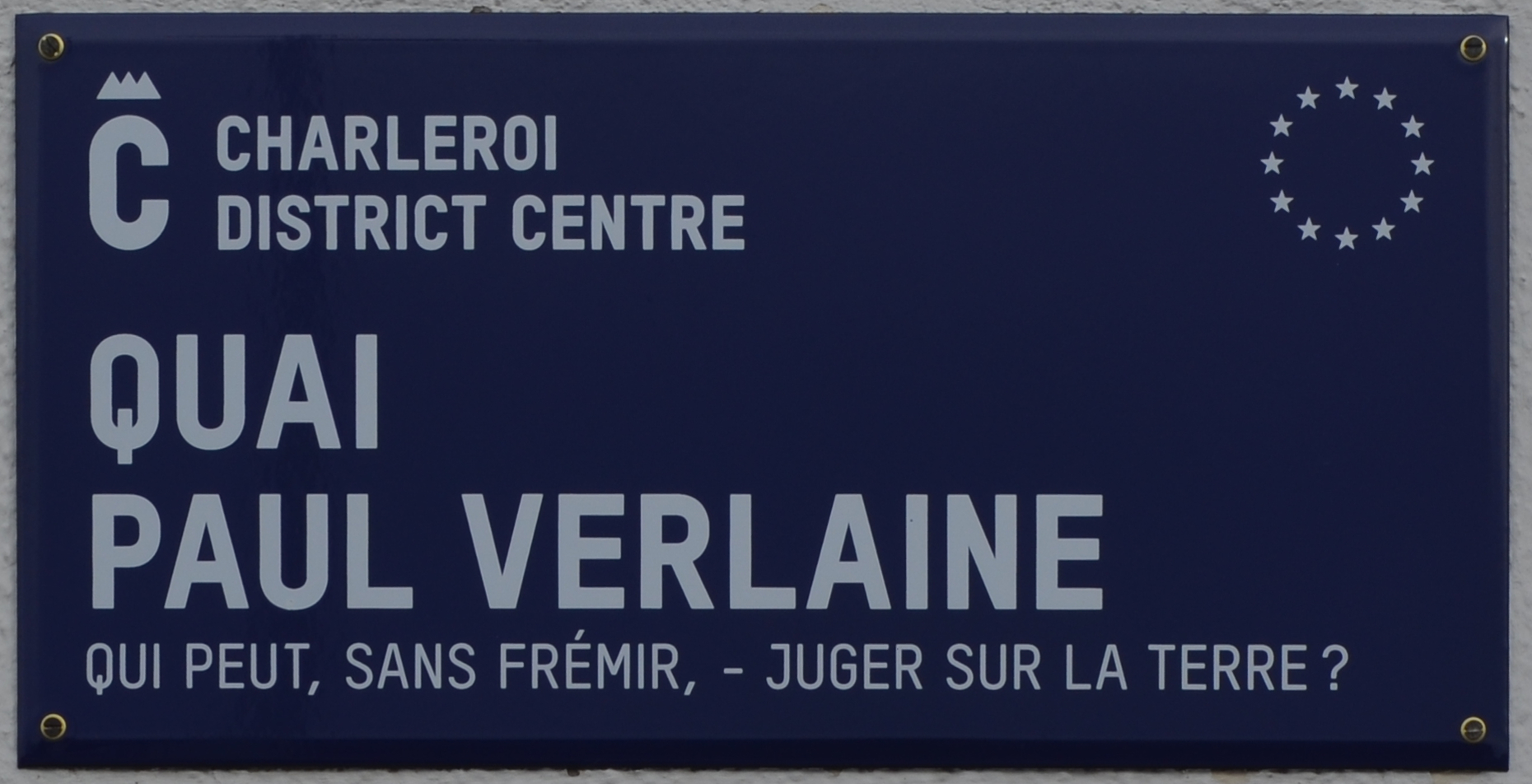
Plaque en tôle émaillée, charte graphique adoptée en 2015.

- Haut – A
- B
- C
- D
- E
- F
- G
- H
- I
- J
- K
- L
- M
- N
- O
- P
- Q
- R
- S
- T
- U
- V
- W
- X
- Y
- Z

## A
- place de l'Abattoir
- rue de l'Acier
- rue de l'Aigle noir
- place Albert Ier (devenue Petite Rue à l'ouest et place Verte à l'est)[3]
- rue de l'Alouette
- rue de l'Ancre
- rue d'Angleterre
- rue Alexandre Ansaldi
- avenue des Alliés
- rue d'Assault
- parc reine Astrid
- rue des Ateliers (devenue du Heinzelin de Braucourt)
- rue de l'Athénée
- boulevard Audent
- rue Averroès (anciennement rue Gendebien)

## B
- rue Barry (anciennement rue Latérale)
- rue Barvais
- rue du Bastion d'Egmont (anciennement rue du Canal)[4]
- rue Basslé
- rue Bayemont (devenue rue Émile Maufort)
- rue Bayet
- rue du Beffroi
- galerie Bernard
- rue Léon Bernus
- boulevard Jacques Bertrand
- rue Bethléem
- rue Adolphe Biarent
- rue du Bief du Moulin (anciennement rue du Moulin)[5]
- rue de la Bienfaisance (devenue rue de Louvain)[6]
- rue Blanchard
- rue du Bocage
- rue Bois del Bol
- rue de Bosquetville
- place du Bourdon
- passage de la Bourse
- quai de Brabant (devenue Quai Arthur Rimbaud)[3],[7]
- rue de Brabant
- place de la Broucheterre
- rue de la Broucheterre
- place Émile Buisset

## C
- rue Auguste Cador (ancienne rue du Marais)
- rue du Canal (devenue rue du Bastion d'Egmont)[4]
- rue Camille Carena
- rue Carpet
- rue Castel Rodrigo (anciennement rue de la Chapelle)
- rue Cayauderie
- rue de la Chapelle (devenue rue Castel Rodrigo)
- place Charles II (devenue place Vauban)
- rue Charles II (anciennement rue Vauban)
- rue de Charleville (anciennement rue Léopold)[3]
- rue Charnoy
- allée des Chasseurs
- rue Chavannes
- rue de la Cité
- rue du Collège
- rue du Commerce ✓
- rue du Comptoir
- rue de la Croix-Rouge (devenue rue Fernande Volral)

## D
- rue Dagnelies
- rue de Dampremy
- rue du Daring club
- rue Marie Danse (ancienne rue Jules Destrée)[8]
- contrescarpe Alphonse Darville
- rue du Dauphin
- boulevard Alfred Defontaine
- rue Élie Delferrière
- parc Jacques Depelsenaire
- rue Desandrouin
- rue Jules Destrée (devenue rue Marie Danse)[8]
- boulevard Devreux
- boulevard Dewandre
- place de la Digue
- rue de la Digue
- rue Dourlet
- rue Draily
- boulevard Zoé Drion
- rue Charles Dupret

## E
- rue de l'Écluse ✓
- sentier des Écoles (devenue sentier des Écoliers)
- sentier des Écoliers (anciennement sentier des Écoles)
- rue de l'Enseignement (devenue rue Isabelle Gatti de Gamond)
- rue Willy Ernst
- rue de l'Escalier
- avenue de l'Europe ✓

## F
- rue Fagnart (devenue rue Clément Lyon)
- rue Edouard Falony
- rue de la Fenderie
- rue Ferrer
- quai de Flandre (devenu quai Paul Verlaine)[3],[7]
- rue du Fort
- rue de France
- rue Fréché

## G
- rue des Gardes
- quai de la Gare du Sud
- rue de la Garenne
- rue Isabelle Gatti de Gamond (anciennement rue de l'Enseignement)
- rue Gendebien (devenue rue Averroès)
- avenue Général Michel
- avenue Gillieaux
- rue du Gouvernement
- rue Zénobe Gramme
- rue du Grand Central
- Grand-Rue
- rue du Gurgeat

## H
- avenue Jules Henin
- quai de Halage
- rue de Heigne
- rue de Heinzelin de Braucourt (anciennement rue des Ateliers)
- square Jules Hiernaux
- rue d'Himeji (anciennement rue Joseph Wauters)
- rue de l'Hospice
- rue Huart-Chapel

## I
- rue de l'Industrie (devenue rue Arthur Regniers)[3]
- rue d'Italie
- rue Isaac

## J
- boulevard Paul Janson
- rue Jonet
- boulevard Joseph II
- rue de la Justice

## L
- rue du Laboratoire
- rue Casimir Lambert
- rue Alfred Langlois
- rue Latérale (devenue rue Barry)
- rue Laviolette
- rue Lebeau
- rue Omer Lefèvre
- rue Léopold (devenue rue de Charleville)[3]
- rue de Lodelinsart
- rue de Louvain (anciennement rue de la Bienfaisance)[6]
- rue Patrice Lumumba (anciennement rue Paul Pastur)
- rue Clément Lyon (anciennement rue Fagnart)

## M
- rue du Mambourg
- place du Manège
- rue du Marais (devenue rue Auguste Cador)
- rue de Marchienne ✓
- rue de Marcinelle ✓
- square des Martyrs du 18 août
- rue Émile Maufort (anciennement rue Bayemont)
- boulevard Pierre Mayence
- rue Jean Monnet
- rue de Mons
- rue de la Montagne
- rue Montal
- rue de Montigny
- rue Motte
- rue du Moulin (devenue rue du Bief du Moulin)[5]
- rue du Mouton blanc

## N
- rue Gustave Nalinne
- rue Navez
- rue Neuve
- rue de la Neuville
- place du Nord-Michel Levie
- rue Nouvelle ✓

## O
- rue des Olympiades
- rue d'Orléans
- Place de l'Ouest

## P
- rue de la Paix
- rue du Palais
- rue Olof Palme
- rue du Parc
- rue Paul Pastur (devenue rue Patrice Lumumba)
- rue Arthur Pater
- rue Pierre Paulus
- rue Peine perdue
- rue Petit Pige
- Petite Rue (anciennement la partie ouest de la place Albert 1er)[3]
- rue Pige-au-Croly
- square Octave Pinkers
- rue du Pinson
- rue de Pittsburgh (anciennement rue des Verreries)
- rue du Poirier
- rue du Pont de Sambre
- rue du Pont Neuf ✓
- rue de la Poterne
- rue des Prairies (devenue rue des Prés Bellevaux
- rue des Prés Bellevaux (anciennement rue des Prairies)[9]
- rue du Presbytère
- rue du Prince
- rue de la Prison
- quai de la Prison
- rue Prunieau
- rue Puissant (devenue rue Puissant d'Agimont)
- rue Puissant d'Agimont (anciennement rue Puissant)[4]

## Q
- rue Quinet

## R
- rue de la Régence
- rue Arthur Regniers (anciennement rue de l'Industrie)[3]
- quai Arthur Rimbaud (anciennement quai de Brabant)[3]
- rue des Rivages
- rue du Roton
- boulevard Gustave Roullier
- place Rucloux
- sentier du Ruisseau

## S
- place Saint-Fiacre
- rue Sainte-Barbe
- rue de la Science
- boulevard Solvay
- rue Spinois
- rue des Sports
- rue Stassart
- rue Stassin

## T
- rue Terre al danse
- rue du Terril
- boulevard Joseph Tirou
- rue Tourette
- place des Tramways
- rue des Trois pistolets
- rue des Trois rois
- rue Émile Tumelaire
- rue Turenne

## V
- rue Émile Vandervelde ✓
- place Vauban (anciennement place Charles II)[10]
- rue Vauban (devenue rue Charles II)
- quai Paul Verlaine (anciennement quai de Flandre)[3]
- rue des Verreries (devenue rue de Pittsburgh)
- place Verte (anciennement la partie est de la place Albert 1er)[3]
- rue Fernande Volral (anciennement rue de la Croix Rouge)

## W
- rue Warmonceau
- avenue de Waterloo
- rue Joseph Wauters (devenue rue d'Himeji)

## Y
- boulevard de l'Yser